# Nationaal Front van Arbeiders en Boeren
Nationaal Front van Arbeiders en Boeren (Frente Nacional de Trabajadores y Campesinos, FNTC) is een politieke partij in Peru. De partij werd in 1962 in Puno opgericht door de broers Néstor, Róger en Luis Cáceres Velásquez. De partij publiceert het blad Nueva Izquierda (Nieuw Links).
FNTC behaalde 4 van de 100 zetels tijdens de Constituerende Congresverkiezingen van 1978.